# 格罗艾勒特
格罗艾勒特（英語：Gros Islet）是加勒比海島國聖盧西亞格罗艾勒特区的一座城鎮，也是該國的第二大城市，位於該島西北海岸，該城鎮由法國人建立於1749年，2005年人口21,660人。